# Christine O'Donnell
Christine O'Donnell (Filadelfia, 27 de agosto de 1969) es una política estadounidense, candidata del Partido republicano en las elecciones de Delaware por el Senado de EE.UU. que se celebraron el 2 de noviembre de 2010. Anteriormente, O'Donnell ha sido una ejecutiva de marketing, y trabajó en relaciones públicas, así como comentarista de política en Fox News.
Corrió en las primarias republicanas para el Senado de EE. UU. en Delaware, terminando de tercera. El 2008, fue nominada del partido para la elección de Senado de los EE. UU. en general, perdiendo ante el titular Joe Biden.
Después de avales obteniendo el apoyo del movimiento Tea Party, O'Donnell derrotó al nueve veces representante y exgobernador de Delaware, Mike Castillo. Su victoria fue vista como un signo de fuerza del movimiento Tea Party. Sin embargo, finalmente Chris Coons del Partido Demócrata resultó victorioso en los comicios generales.